# Rivales
Pour le film de Frank Tuttle, voir Rivales (film, 1925).
Pour plus de détails, voir Fiche technique et Distribution.
Rivales (Unforgettable) est un thriller américain réalisé par Denise Di Novi, sorti en 2017.

## Synopsis
Tessa Connover ne s'est toujours pas remise de son divorce avec son ex-mari qui, un jour, lui présente sa nouvelle femme, Julia Banks. Maladivement jalouse, Tessa élabore un plan risqué pour détruire leur relation.

## Fiche technique
- Titre : Rivales
- Titre original : Unforgettable
- Réalisation : Denise Di Novi
- Scénario : Christina Hodson
- Montage : Frédéric Thoraval
- Musique : Toby Chu
- Photographe : Caleb Deschanel
- Production : Denise Di Novi, Alison Greenspan et Ravi D. Mehta
- Société de production : Di Novi Pictures
- Société de distribution : Warner Bros. Pictures
- Pays : États-Unis
- Langue originale : anglais
- Format : couleur
- Genre : thriller
- Durée : 100 minutes
- Dates de sortie 21 avril 2017 (VOD)

## Distribution
- Katherine Heigl (VF : Charlotte Marin ; VQ : Mélanie Laberge) : Tessa Connover
- Rosario Dawson (VF : Sara Martins ; VQ : Hélène Mondoux) : Julia Banks
- Geoff Stults (VF : Laurent Maurel ; VQ : Marc-André Bélanger) : David Connover
- Isabella Rice (VF : Lévanah Solomon ; VQ : Marine Guérin) : Lily Connover, la fille de David et Tessa
- Cheryl Ladd (VF : Céline Monsarrat ; VQ : Claudine Chatel) : Helen Manning
- Simon Kassianides (VQ : Yves Soutière) : Michael Vargas
- Whitney Cummings (VF : Marie Chevalot ; VQ : Catherine Hamann) : Ali
- Robert Wisdom (VF : Jean-Louis Faure ; VQ : Denis Mercier) : Détective Pope
- Alex Quijano : Miguel
- Sarah Burns : Sarah

Source : carton de doublage. D.A. : Nathalie Régnier. Adaptation : Barbara Tissier / Valérie Siclay. Studio : Dubbing Brothers.